# Ave Caesar
Ave Caesar is het achttiende stripalbum uit de stripreeks Jeremiah. Het album is geschreven en getekend door Hermann Huppen. Van dit album verschenen tot nu toe een druk, bij uitgeverij Dupuis in de collectie Spotlight, in 1995.

## Inhoud
Een dictator die zichzelf Caesar noemt en zijn leger verkleedt als Romeinen, heeft een hele regio ingelijfd en heerst daar als een Romeinse keizer. De lokale bevolking heeft weinig op met deze zelfbenoemde heerser en organiseert zich om in verzet te komen. Jeremiah en Kurdy worden als soldaten ingelijfd in het leger. Ze nemen vervolgens contact op met het verzet om de tiran omver te werpen en te kunnen ontsnappen.